# Die Lotosblume
"Die Lotosblume" ("A Flor de Lótus") é um poema escrito por Heinrich Heine e publicado em seu Buch der Lieder (O Livro das Canções, 1827). Com música de Robert Schumann em 1840, este Lied faz parte da coleção Myrthen de Schumann (op. 25 no. 7) e Six Songs for Männerchor (op. 33 no. 3). Está escrito na chave de Fá Maior e definido em 6/4 vezes. A peça fala do desabrochar de uma flor de lótus, que se esconde do sol e só se revela à noite para seu amante, a lua. Devido às circunstâncias da época, a letra pretendia ter um duplo significado.[carece de fontes?]

## Texto
| Alemão | Inglês |
| --- | --- |
| Die Lotosblume ängstigt Sich vor der Sonne Pracht, Und mit gesenktem Haupte Erwartet sie träumend die Nacht. Der Mond, der ist ihr Buhle, Er weckt sie mit seinem Licht, Und ihm entschleiert sie freundlich Ihr frommes Blumengesicht. Sie blüht und glüht und leuchtet, Und starret stumm in die Höh; Sie duftet und weinet und zittert Vor Liebe und Liebesweh. | The Lotus flower fears for the sun's splendour, and with drooping head she dreamily awaits the night. The moon, he is her lover. He wakes her with his light and to him she happily unveils her devoted flower-face. She blooms and glows and shines and stares mute in the heavens. She exhales and weeps and trembles with love and love's pain. |